# 岳德旺
岳德旺（1929年11月—2011年6月28日），男，山西忻县人，中华人民共和国军事人物，曾任中共江苏省委常委，江苏省军区政治委员，第七届全国人大代表。